# Yuki Nishikawa
Yuki Nishikawa (jap. 西川有喜); ur. 4 września 2000 w Tokushimie, Prefektura Tokushima) – japońska siatkarka, reprezentantka kraju, grająca na pozycji przyjmującej.

## Sukcesy klubowe
Mistrzostwo Japonii:
- 2020, 2021, 2025[2]
- 2022[3]
- 2019

## Sukcesy reprezentacyjne
Mistrzostwa Azji Kadetek:
- 2017

Mistrzostwa Świata Juniorek:
- 2019[4]

Mistrzostwa Azji:
- 2019[5]
- 2023

Igrzyska Azjatyckie:
- 2022[6]

## Nagrody indywidualne
- 2017: MVP i najlepsza przyjmująca Mistrzostw Azji Kadetek
- 2023: Najlepsza przyjmująca Mistrzostw Azji